# Смит, Джозеф (коллекционер)
Джозеф Смит, известный как Консул Смит (англ. Joseph Smith, known as Consul Smith, 1682 — 6 ноября 1770, Венеция) — дипломат, британский консул в  Венеции, антиквар, коллекционер произведений искусства и меценат.

## Биография
Джозеф Смит получил образование в Вестминстерской школе (Westminster School) в Лондоне при  Вестминстерском аббатстве. В Венеции Смит в 1700 году поселился в Палаццо Бальби (позднее оно было названо его именем) на Гранд-канале, где располагалась импортно-экспортная торговая компания и коммерческий банк Томаса Уильямса, британского консула. В 1720 году Уильямс покинул Венецию и Смит возглавил компанию, заработав значительное состояние. Вскоре Смит приобрел репутацию знатока и коллекционера книг, рукописей, венецианской живописи XVI—XVII веков, монет, медалей, античных  гемм, рисунков и гравюр.
О назначении Джозефа Смита британским консулом в Венеции было объявлено 24 марта 1743 года по старому стилю (1744 г. по современным датам), после чего он стал известен как «консул Смит». Он занимал этот пост до восшествия на престол короля Великобритании  Георга III в 1760 году. В апреле 1740 года Смит приобрёл Палаццо Бальби, получившее в дальнейшем название Палаццо Смит-Манджилли-Вальмарана (в Венеции имеется и другое Палаццо Бальби). В 1743—1751 годах первые два этажа фасада здания для нового хозяина в  палладианском, стиле перестраивал  Антонио Визентини. 
Выдающееся значение Смита в истории искусства XVIII века заключается в том, что он покровительствовал художникам, главным образом венецианским пейзажистам, мастерам ведуты, таким как Франческо Дзуккарелли из Флоренции, венецианцу Джузеппе Зайсу и, конечно, знаменитому Каналетто. Именно Джозеф Смит создал «рынок вкуса» к венецианской ведуте в среде британских аристократов, совершавших Гран-тур по Италии. В качестве коммерческого агента Каналетто в течение нескольких лет, примерно с 1729 по 1735 годы, Смит фактически контролировал творчество художника на пользу им обоим. В 1728—1735 годах Смит организовал воспроизведение в офортах  Антонио Визентини тридцати восьми живописных ведут Каналетто и их издание под названием «Город Венеция в видах знаменитого Антонио Каналь» (Urbis Venetiarum Prospectus Celebriores ex Antonii Canal).  
Смит вдохновил художника на успешную поездку в Лондон в 1746 году.
Джозеф Смит был также библиофилом и успешным издателем. Английский писатель и коллекционер  Гораций (Хорас) Уолпол насмехался над ним как над «венецианским купцом», который ничего не знал о книгах, кроме их титульных листов.
Такое суждение кажется предвзятым. В 1729 году Смит подготовил издание «Декамерона» Джованни Боккаччо — воспроизведение раритета 1527 года, и только немногие знатоки могут отличить копию от оригинала. Было напечатано только триста экземпляров, но и они крайне редки, поскольку пожар в типографии уничтожил часть тиража. Примерно в то же время Смит выпустил «Catalogus Librorum Rarissimorum» (каталог выдающихся раритетов собственной библиотеки, без даты), тираж был ограничен двадцатью пятью экземплярами. Второе издание, содержащее названия ещё 31 книги, было опубликовано в Венеции в 1737 году. Смиту доставляло удовольствие выпускать книги ограниченным тиражом, для чего он пользовался услугами Джованни Баттисты Паскуали, ведущего печатника и издателя в Венеции XVIII века. Паскуали написал латинское предисловие к печатному каталогу выдающейся библиотеки Смита, изданному им же в 1755 году: «Bibliotheca Smithiana, seu Catalogus Librorum D. Josephi Smithii Angli per cognomina authorum dispositus» .
Джозеф Смит вёл переписку с «графом-архитектором» лордом Бёрлингтоном, он был всей душой предан архитектуре Андреа Палладио. В 1740-х годах Смит уговорил Каналетто осуществить росписи интерьеров в некоторых постройках Палладио в Венето.
В 1768 году Смит с помощью Паскуали опубликовал факсимиле издания Андреа Палладио «Четыре книги об архитектуре» (Quattro libri dell'Architettura) с венецианского оригинала 1570 года. Как настоящий библиофил Смит считал, что подобные издания следовало печатать на высоком уровне: бумага с большими полями и гравюрами, воспроизводящими в натуральную величину оригинальные оттиски. В 1746 году Смит заказал Паскуали издание серии из одиннадцати гравюр по картинам Франческо Дзуккарелли и Антонио Визентини, демонстрирующих постройки английской палладианской архитектуры в идеализированной обстановке.
В 1753 году Джозеф Смит осуществил в Венеции дополнительное издание «Предложений о публикации точного описания древностей Афин»  Дж. Стюарта и  Н. Реветта.
Другой страстью Смита была музыка. Он женился на известной в то время певице Катерине Тофтс. Она была первой примадонной в Лондоне, представившей итальянскую оперу в постановке Томаса Клейтона «Арсиноя, королева Кипра» (1705) и в «Трионфо ди Камилла» Бонончини (1706). Она ушла со сцены в 1709 году, умерла в 1756 году. В следующем году Смит женился на проживавшей в Венеции сестре Джона Мюррея (в последующем британского посла в Турции).
Смит умер в Венеции 6 ноября 1770 года в возрасте 88 лет.

## Наследие «Консула Смита»
В 1762 году Смит продал большую часть своего собрания редких книг, античных камей, монет, гравюр, рисунков и картин, в том числе работ Каналетто, недавно вступившему на престол королю Великобритании  Георгу III за 20 000 фунтов стерлингов. В 1765 году Георг III стал формировать новую библиотеку, приобретая книги Смита целыми блоками по 10 000 фунтов стерлингов. Книги из собрания Джозефа Смита и теперь составляют ядро Королевской библиотеки, переданной в Библиотеку  Британского музея. Коллекцию рисунков Джозефа Смита также приобрёл Георг III и это собрание составило основу Королевской коллекции рисунков и гравюр  Виндзорского замка.
Смит продолжал собирательство, и после его смерти книги, которые он приобрёл после продажи своей библиотеки Георгу III, были проданы на публичном аукционе в Лондоне компанией Baker & Leigh, причём продажа заняла тринадцать дней (январь—февраль 1773 года)  Художественные произведения собрания Смита также приобрёл Георг III за 20 000 фунтов стерлингов. Ценная часть его рукописей была куплена для дворца  Бленхейм лордом Сандерлендом, который, согласно «Дневнику» Хамфри Уэнли, пожертвовал для этой цели 1500 фунтов (коллекция была рассеяна в XIX веке). Античные драгоценности Смита были описаны А. Ф. Гории проиллюстрированы в «Dactyliotheca Smithiana» (венецианское издание Дж. Б. Паскуали в 2-х томах ин-фолио, 1767) .
Многие картины из собрания Смита попали в Британскую королевскую коллекцию при посредничестве Джеймса Смарта Маккензи (James Smart Mackenzie), брата  лорда Бьюта. Коллекция известна великолепной серией венецианских пейзажей Каналетто, а также работами  Себастьяно Риччи, Франческо Дзуккарелли и  Пьетро Лонги, чертежами архитектуры шестнадцатого века в Венеции и Виченце, сделанными в студии Антонио Визентини .
 И. В. Гёте, путешествуя в конце 1780-х годов по Италии, остановился на  Лидо ди Венеция, чтобы выразить своё почтение у могилы Смита: «Ему я обязан своим экземпляром Палладио и я возношу благодарную молитву» («Итальянское путешествие», 1786–1788).
Дворец, которым Джозеф Смит владел в Венеции, теперь известен как Палаццо Смит-Манджилли-Вальмарана (Palazzo Smith Mangilli Valmarana).